# TSG 1899 Hoffenheim
Turn- und Sportgemeinschaft 1899 Hoffenheim e.V. ali krajše TSG 1899 Hoffenheim je nemški nogometni klub s sedežem v Hoffenheimu, vasi v občini mesta Sinsheim. Klub je bil ustanovljen 1. julija 1899. Njegov domači stadion je Rhein-Neckar-Arena, kateri sprejme do 30.150 gledalcev. Njegov najboljši dosežek v Bundesligi je bil, ko so v sezoni 2008/09 dosegli 7. mesto.